# Max Erwin von Scheubner-Richter
Ludwig Maximilian Erwin von Scheubner-Richter ou Max Scheubner-Richter, né Ludwig Maximilian Erwin Richter le 21 janvier 1884 à Riga (Empire russe) et mort le 9 novembre 1923 à Munich (Allemagne), est un diplomate allemand et l'une des figures principales des débuts du NSDAP.

## Biographie
Il vit une grande partie de sa vie dans la Russie impériale. Durant la révolution russe de 1905, il fait partie d'une des armées privées levées pour combattre les révolutionnaires.
Pendant la Première Guerre mondiale, Scheubner-Richter sert en Turquie ottomane en tant que vice-consul allemand à Erzurum. À ce poste, il en profite pour documenter le massacre d'Arméniens par les Turcs durant le génocide. Après la guerre, il est impliqué dans la contre-révolution russe puis, en 1918, il déménage en Allemagne avec Alfred Rosenberg. Ce dernier l'introduit en 1920 au NSDAP.
Il participe au putsch de Kapp, puis se rapproche du NSDAP de Ludendorff et des milieux industriels, monarchistes et ecclésiastiques.
En 1923, il participe au putsch de la Brasserie durant lequel il est mortellement blessé, alors qu'il se tient aux côtés d'Adolf Hitler.
Il est le seul nazi de haut rang à mourir durant le putsch. Des seize qui perdent la vie en cette occasion et auxquels Hitler dédie le premier volume de Mein Kampf, il est la seule « perte irremplaçable » selon les dires ultérieurs d'Hitler.